# Tycherus sesiae
Tycherus sesiae är en stekelart som först beskrevs av Alexander Mocsáry 1886.
Tycherus sesiae ingår i släktet Tycherus och familjen brokparasitsteklar. Inga underarter finns listade i Catalogue of Life.